# Carios piriformis
Carios piriformis är en fästingart som beskrevs av Warburton 1918. Carios piriformis ingår i släktet Carios och familjen mjuka fästingar. Inga underarter finns listade.